# Fronton du Duc
Fronton du Duc (ook bekend onder zijn Latijnse naam Ducaeus, Bordeaux, 18 september 1559 - Parijs, 25 september 1624) was een Frans jezuïet, theoloog, classicus en toneelschrijver. 

## Levensloop
Du Duc werd geboren in Bordeaux en trad in 1577 in Verdun toe tot de jezuïeten. Hij doceerde retorica en vervolgens theologie aan de jezuïetenuniversiteit van Pont-à-Mousson. Later gaf hij ook nog les aan de universiteit van Bordeaux en aan het Collège de Clermont in Parijs. Aan het Collège de Clermont waar hij tussen 1618 en 1623 theologie doceerde, was hij ook hoofdbibliothecaris.

## Werk
Hij gold als een van de beste toneelschrijvers van de jezuïeten. Hij schreef een toneelstuk over Jeanne d'Arc, L'histoire tragique de la Pucelle d'Orléans (1581).
Du Duc nam deel aan theologische discussies en schreef onder andere Inventaires des faultes, contradictions, faulses allégations du Sieur Plessis, remarquées en son livre de la Sante Eucharistie, par les théologiens de Bordeaux (1599-1601). Dit was een weerlegging van de stellingen van de protestantse theoloog Philippe du Plessis-Mornay over de eucharistie.
Als classicus genoot du Duc faam als kenner van het klassiek Grieks en hij werd daarom door de jezuïeten uitgekozen om de werken van de Griekse kerkvaders uit te geven. Met name gaf hij de werken van Johannes Chrysostomus uit (1609-1624). Daarnaast gaf hij de Bibliotheca veterum Patrum (1624) uit, een Latijnse vertaling van de teksten van verschillende Griekse kerkvaders.